# Apins
Els apins (Apinae) és una subfamília d'himenòpters apòcrits de la família dels àpids (Apidae). Inclou nombroses espècies, entre las que destaquen les familiars abelles de la mel, així com abelles sense fibló (Euglossini) i borinots (Bombus).

## Característiques
Es caracteritzen per la possessió d'una corbícula, una adaptació de la tíbia posterior per a l'emmagatzematge i el transport de pol·len, absent només en els mascles i les reines d'algunes espècies, i un rastellum, una filera de pèls rígids ubicada a l'àpex de la tíbia amb què recol·lecten el pol·len a la corbícula.

## Història natural
La majoria de les espècies són solitàries i algunes són cleptoparàsites, com per exemple Ericrocidini, Isepeolini, Melectini, Osirini, Protepeolini i Rhathymini. Alguns comportaments dins els membres d'Apinae són rars en altres belles, incloent-hi l'hàbit dels mascles de formar "agregacions que dormen" sobre la vegetació. També és conegut entre els Apinae l'hàbit de recollir olis florals en comptes de pol·len, com és el cas de la família Melittidae.

## Taxonomia
La subfamília dels apins és molt amplia i està dividida en nombroses tribusː
- Tribu Ancylini
- Tribu Anthophorini
- Tribu Apini - abelles de la mel amb fibló
- Tribu Bombini
- Tribu Centridini
- Tribu Ctenoplectrini
- Tribu Emphorini
- Tribu Ericrocidini
- Tribu Eucerini
- Tribu Euglossini
- Tribu Exomalopsini
- Tribu Isepeolini
- Tribu Melectini
- Tribu Meliponini - abelles de la mel sense fibló
- Tribu Osirini
- Tribu Protepeolini
- Tribu Rhathymini
- Tribu Tapinotaspidini
- Tribu Tarsaliini
- Tribu Tetrapediini